# Liste de personnalités liées à Chambéry
De nombreuses personnalités sont natives de Chambéry. D'autres personnalités ont, quant à elles, adopté cette ville et plus généralement la Savoie. Il faut également préciser la présence de personnalités non chambériennes qui ont pour une raison ou pour une autre un attachement tout particulier à la capitale historique de la Savoie.

## Personnalités politiques

### Comtes et ducs de Savoie
Les comtes puis ducs de Savoie s'installent à Chambéry qui en font leur capitale à partir de 1232.
| Nom                   | Lieu de naissance                  | Date de naissance | Lieu de décès                | Date de décès | Information | Illustration |
| --------------------- | ---------------------------------- | ----------------- | ---------------------------- | ------------- | --- | ------------ |
| Thomas Ier de Savoie  | Montmélian                         | 1199              | Chambéry                     | 1259          | 9e Comte de Savoie. Achat la ville de Chambéry, exception faite du château, au vicomte Berlion, le 15 mars 1232.     |              |
| Amédée V le Grand     | Château Thomas II (Bourget-du-lac) | v. 1249           | Avignon                      | 1323          | 14e Comte de Savoie. En 1295, il achète le château de Chambéry qui s'imposera comme la principale résidence comtale. |              |
| Amédée VIII de Savoie | Chambéry                           | 1383              | Château de Ripaille (Thonon) | 1451          | 19e comte, proclamé 1er duc de Savoie le 16 février 1416 à Chambéry.                                                 |              |

### Maires
Chambéry, comme le territoire de l'ancien duché de Savoie, sont annexés à la France impériale en 1860. Voici la liste des maires qui se sont succédé à la tête de la commune.
| Période | Période  | Identité                         | Étiquette          | Qualité |
| ------- | -------- | -------------------------------- | ------------------ | --- |
| 1860    | 1870     | Frédéric d'Alexandry d'Orengiani |                    | 1829 (Chambéry) -1894 (Chambéry) Baron. 1er maire de la commune à la suite de l'annexion de la Savoie à la France. |
| 1870    | 1870     | Victor Python                    |                    | 1820 (Bissy) - 1874 (Chambéry) Banquier (Commission municipale provisoire)                                         |
| 1870    | 1870     | Jean-Baptiste Finet              |                    | 1813 (Saint-Jean-de-Maurienne) Procureur général. (Commission municipale provisoire)                               |
| 1870    | 1871     | Jean-Jacques Python              |                    | Avoué. (Commission municipale provisoire puis conseil élu)                                                         |
| 1872    | 1872     | Felix Forest                     |                    | Banquier. (démission)                                                                                              |
| 1872    | 1874     | Jean Antoine Lubin               |                    | Avoué. (Premier adjoint faisant fonction de maire, démission)                                                      |
| 1874    | 1874     | Joseph de Ville de Travernay     |                    | Marquis. Rentier. (démission)                                                                                      |
| 1874    | 1880     | Charles Roissard                 |                    | Avocat. |
| 1881    | 1883     | Jules Dumaz                      | Républicain modéré | Directeur-médecin en chef de l'asile public d'aliénés de Bassens.                                                  |
| 1883    | 1884     | François Ducret                  | Républicain modéré | Propriétaire. (Premier adjoint faisant fonction de maire)                                                          |
| 1884    | 1893     | Antoine Perrier                  | Parti radical      | 1836 (La Rochette) - 1914 (Chamvéry). Député de la Savoie.                                                         |
| 1894    | 1896     | Pierre Alphonse Revoil           |                    | Enseignant. |
| 1896    | 1903     | Jules Challier                   | Républicain modéré | Négociant |
| 1903    | 1914     | Ernest Veyrat                    | Radical-socialiste | 1850-1914 Docteur.                                                                                                 |
| 1914    | 1919     | Edouard Pavèse                   |                    | (Premier adjoint faisant fonction de maire)                                                                        |
| 1919    | 1925     | Lucien Chiron                    |                    | Industriel. |
| 1925    | 1933     | Eugène Julliand                  |                    | Docteur. |
| 1932    | 1935     | Henri Commandeur                 | droite modérée     | 1873-1961 Fonctionnaire.                                                                                           |
| 1935    | 1941     | Albert Perriol                   |                    | |
| 1941    | 1944     | Henri Commandeur                 | droite modérée     | 1873-1961 Fonctionnaire.                                                                                           |
| 1944    | 1945     | Amédée Daille                    | radical            | 1896 (Cruet) - 1985 (Chambéry) Fonctionnaire. Peintre.                                                             |
| 1945    | 1947     | François Marcet                  | SFIO               | Conseiller général                                                                                                 |
| 1947    | 1959     | Paul Chevallier                  | radical            | 1893 (Chambéry) - 1971 (Chambéry). Limonadier. Sénateur et vice-président du Conseil général                       |
| 1959    | 1977     | Pierre Dumas                     | UNR puis UDR       | 1924 (Chambéry) - 2004 (Chambéry). Député de la Savoie, secrétaire d'Etat                                          |
| 1977    | 1983     | Francis Ampe                     | PS                 | 1944 (Halluin, Nord). Ingénieur                                                                                    |
| 1983    | 1989     | Pierre Dumas                     | RPR                | 1924 (Chambéry) - 2004 (Chambéry). Ancien secrétaire d'État, sénateur de la Savoie                                 |
| 1989    | 1997     | Louis Besson                     | PS                 | 1937 (Barby). Ministre, ancien député                                                                              |
| 1997    | 2001     | André Gilbertas                  | sans étiquette     | 1921 (Lyon) - 2011.                                                                                                |
| 2001    | 2007     | Louis Besson                     | PS                 | 1937 (Barby). Ancien ministre, ancien député                                                                       |
| 2007    | 2014     | Bernadette Laclais               | PS                 | 1967 (Chambéry). Vice-présidente de la Région Rhône-Alpes                                                          |
| 2014    | 2020     | Michel Dantin                    | UMP                | 1960 (Lyon). Député européen du sud-est                                                                            |
| 2020    | En cours | Thierry Repentin                 | PS                 | 1963 (Saint-Pierre-d'Albigny). Conseiller régional Auvergne-Rhône-Alpes                                            |

### Autres
| Nom                     | Lieu de naissance      | Date de naissance | Lieu de décès         | Date de décès | Information | Illustration |
| ----------------------- | ---------------------- | ----------------- | --------------------- | ------------- | --- | ------------ |
| Louis Milliet           | Chambéry               | 1527              | Château de Moncalieri | 1599          | Président du Sénat de Savoie, Grand chancelier, ambassadeur du duc de Savoie. |              |
| Marc-Claude de Buttet   | Chambéry               | 1530              | Genève                | 1586          | Poète et gentilhomme savoisien. |              |
| Charles-Janus de Buttet | Chambéry               | v. 1590           | Chambéry              | 1630          | Conseiller du duc Charles-Emmanuel Ier de Savoie, 1er syndic de Chambéry en 1624. |              |
| Philibert Simond        | Rumilly                | 1755              | Paris                 | 1794          | Commissaire de la Convention à Chambéry en 1793, guillotiné à Paris le 13 avril 1794. |              |
| Jean-Baptiste Marcoz    | Jarrier                | 1759              | Lyon                  | 1834          | Homme politique (Conseil des Cinq-cents), professeur de mathématiques à l'École centrale de Chambéry. |              |
| Jacques-Marie Dumaz     | Chambéry               | 1762              |                       | 1839          | Homme politique (député suppléant à la Convention, député du Mont-Blanc au Conseil des Cinq-Cents). |              |
| Antoine Janin           | Chambéry               | 1775              | Osserain              | 1861          | Homme politique, député à la Chambre des représentants, pour le département du Mont-Blanc. |              |
| François Descotes       | Rumilly                | 1846              |                       | 1908          | Avocat, écrivain, homme politique. Participe aux municipales de 1896 de Chambéry. |              |
| Renaud Dutreil          | Chambéry               | 1960              |                       |               | Ministre des PME, du commerce, de l'artisanat et des professions libérales de 2005 à 2007. |              |
| Thierry Repentin        | Saint-Jean-de-la-Porte | 1963              |                       |               | Fait ses études à Chambéry, il devient directeur de cabinet de Louis Besson à la mairie de Chambéry, entre 1989 et 1995, puis devient adjoint au maire de Chambéry de 1995 à 2004. Il devient président de Chambéry métropole en 2001. |              |
| Robert Badinter         | Paris                  | 1928              |                       |               | Garde des Sceaux, ministre de la Justice de 1981 à 1986. De 1943 à 1944, réfugié à Cognin, il étudie au lycée Vaugelas sous la fausse identité de Robert Berthet et y passe le premier bac.                                            |              |

### Militaires
| Nom                                | Lieu de naissance           | Date de naissance | Lieu de décès                                | Date de décès | Information | Illustration |
| ---------------------------------- | --------------------------- | ----------------- | -------------------------------------------- | ------------- | --- | ------------ |
| Le chevalier Bayard                | Château Bayard (Pontcharra) | 1476              | Romagnano Sesia, (Novara) ou Rovasenda,      | 1524          | Sans peur et sans reproche, le chevalier Bayard fait ses premières armes, à 13 ans, à Chambéry en 1486, comme page du duc Charles Ier de Savoie. |              |
| Benoît de Boigne                   | Chambéry                    | 1751              | Chambéry                                     | 1830          | Général de l'Armée des Indes, propriétaire du Château de Buisson-Rond..                                                                          |              |
| François Amédée Doppet             | Chambéry                    | 1753              | Aix-les-Bains                                | 1799          | Général (armée révolutionnaire) et homme politique (sous le Directoire).                                                                         |              |
| Rodolphe de Maistre                | Chambéry                    | 1789              | Château de Borgo, Borgo Cornalese (Turinois) | 1866          | Général, gouverneur du comté de Nice. |              |
| Philibert Mollard                  | Albens                      | 1801              | Chambéry                                     | 1873          | Général, Vainqueur de la Bataille de San Martino en 1859, aide de camp de Napoléon III et sénateur de l'empire.                                  |              |
| Luigi Federico Menabrea            | Chambéry                    | 1809              | Saint-Cassin                                 | 1896          | Mathématicien, ingénieur militaire et homme politique (ministre et diplomate).                                                                   |              |
| Jean-François Borson               | Chambéry                    | 1825              | Chambéry                                     | 1917          | Général de division, a participé à la bataille de Solférino, président de l'Académie de Savoie en 1895.                                          |              |
| Simon-Antoine Pacoret de Saint-Bon | Chambéry                    | 1828              | Rome                                         | 1892          | Amiral et homme politique, qui fut ministre de la marine italienne après 1860.                                                                   |              |
| Jean Touzet du Vigier              | Chambéry                    | 1888              | Paris                                        | 1980          | Général de Corps d'Armée, ancien chef de la 1re division blindée qui a participé au Débarquement de Provence et libéré Mulhouse.                 |              |
| François Sevez                     | Chambéry                    | 1891              | Ichenheim (Allemagne)                        | 1948          | Général français de la Seconde Guerre mondiale.                                                                                                  |              |
| Fernand Thévenet                   | Clermont                    | 1910              | Chambéry                                     | 2001          | Compagnon de la Libération. |              |

### Philosophes, auteurs politiques
| Nom                     | Lieu de naissance | Date de naissance | Lieu de décès | Date de décès | Information | Illustration |
| ----------------------- | ----------------- | ----------------- | ------------- | ------------- | --- | ------------ |
| Jean-Jacques Rousseau   | Genève            | 1712              | Ermenonville  | 1778          | Philosophe et écrivain. S'installe aux Charmettes auprès de Madame de Warens, entre 1736 et 1742.                                                                                                 |              |
| Jacques Salteur         | Chambéry          | 1701              | Chambéry      | 1793          | Avocat à Chambéry (1749), puis premier président du Souverain Sénat de Savoie en 1764. Membre d'une famille sénatoriale installée à Chambéry, possédant un hôtel particulier situé place de Lans. |              |
| François-Xavier Maistre | Aspremont         | 1705              | Chambéry      | 1789          | Nommé second président du Souverain Sénat de Savoie, il s'installe à Chambéry où il fait souche. Il est le père des deux écrivains Joseph et Xavier de Maistre.                                   |              |
| Joseph de Maistre       | Chambéry          | 1753              | Turin         | 1821          | Fils du précédent. Homme politique, écrivain et philosophe. |              |

### Religieux
| Nom                                 | Lieu de naissance | Date de naissance | Lieu de décès      | Date de décès | Information | Illustration |
| ----------------------------------- | ----------------- | ----------------- | ------------------ | ------------- | --- | ------------ |
| Archevêques de Chambéry             |                   |                   |                    |               | Liste présentant les évêques (1780-1796) puis archevêques de la ville (1802 à nos jours). Depuis 1966, l'archevêque de Chambéry est aussi évêque de Maurienne et de Tarentaise. |              |
| François-Amédée Milliet d'Arvillars | Chambéry          | 1664              | Moûtiers           | 1744          | Archevêque-comte de Tarentaise. Issu de la famille Milliet. |              |
| Louis-Joseph de Baudry              | Chambéry          | 1778              | Genève             | 1854          | Théologien, chanoine, membre du Sénat de Savoie et vicaire général du diocèse d'Annecy. Il fut aussi enseignant et écrivain                                                     |              |
| Charles Marie Antoine Arminjon      | Chambéry          | 1824              | Lyon               | 1885          | Chanoine des Cathédrales de Chambéry et d'Aoste, missionnaire apostolique, il est l'auteur de conférences qui inspirèrent Thérèse de Lisieux,                                   |              |
| Charles-François Turinaz            | Chambéry          | 1838              | Nancy              | 1918          | Évêque de Tarentaise (1873-1882), puis évêque de Nancy (1882-1918). |              |
| Camille Costa de Beauregard         | Chambéry          | 1841              | Chambéry           | 1910          | Prêtre salésien, chanoine de Saint-François de Chambéry, fondateur de l'orphelinat du Bocage à Chambéry, donateur de la propriété du collège de La Villette à La Ravoire.       |              |
| Louis de Bazelaire de Ruppierre     | Rouen             | 1893              | Pont-de-Beauvoisin | 1981          | Archevêque métropolitain de Chambéry (1947-1966), il représente la Savoie au concile Vatican II (1962-65).                                                                      |              |
| Michel de Certeau                   | Chambéry          | 1925              | Paris              | 1986          | Prêtre de la compagnie de Jésus, philosophe. |              |

### Littéraires
- Clément Marot (1497-1544), écrivain et poète français en exil à Chambéry de 1542 à 1544.
- Jacques Peletier du Mans, (1517-1582), poète de la Renaissance, en séjour à Chambéry, a écrit le poème La Savoye en 1572.
- Emmanuel-Philibert de Pingon, (1525-1582), natif de Chambéry, avocat, historiographe du duc de Savoie, Ier syndic de Chambéry en 1552.
- Marc-Claude de Buttet (1529-1586), poète, auteur de l'Amalthée.
- Claude-Louis de Buttet (1562-1622), historiographe du duc de Savoie, auteur du libelle Le Cavalier de Savoie en 1601.
- Claude Favre de Vaugelas (1595-1650), grammairien et académicien
- César Vichard de Saint-Réal (1639-1693), historien, écrivain
- Xavier de Maistre (1763-1852), écrivain, auteur du Voyage autour de ma chambre.
- Alphonse de Lamartine, (1790-1869), invité de la famille de Maistre à Bissy, s'est marié le 25 mai 1820 avec Marianne Élisa Birch, dans la Sainte Chapelle du Château de Chambéry. Parmi les témoins: Joseph de Maistre.
- Jacques Replat (1802-1866), écrivain, poète
- Amélie Gex (1835-1883), poétesse
- George Sand (1804-1876), écrivaine, effectue en 1861 un périple en Savoie. Elle en tire deux ans plus tard, son roman Mademoiselle La Quintinie, situé sur le pourtour du Lac du Bourget. Elle reste également durablement impressionnée par la maison de Jean-Jacques Rousseau, Les Charmettes, dans l'article "A propos des Charmettes"[24].
- Charles Buet, (1846-1897), natif de Chambéry, écrivain et journaliste, auteur du livre sur Les ducs de Savoie.
- Marie-Rose Michaud-Lapeyre (1873-1960), poétesse lamartinienne.
- Bernard Grasset (1881-1955) - Il est le fondateur de la maison d’édition Grasset. Il publia en tant qu’éditeur le premier livre de Marcel Proust. Il fut un novateur dans le monde de la presse.
- Daniel-Rops (1901-1965), écrivain, académicien.
- Samivel (1907-1992), écrivain et alpiniste, finit ses études au lycée de Chambéry, où il a comme professeur Daniel-Rops.
- Edith Reffet (1923-2008) née à Chambéry, écrivain.
- Sylvie Schenk (* 1944), écrivaine franco-allemande[25]

### Artistes
- Jan Kraeck, (1550-1607), peintre flamand à la cour des ducs de Savoie. Il a peint les portraits des notables de Chambéry.
- Joseph Chabord, (1783-1848), célèbre peintre historique du XIXe siècle. Plusieurs de ses œuvres sont conservées au musée de Chambéry.
- Mars Valett (1869-1957-), sculpteur et conservateur des musées
- François Cachoud (1866-1943), natif de Chambéry, peintre-paysagiste. Élève de Gustave Moreau.
- Mars Vallett (1869-1957), Il fut un important sculpteur de son temps côtoyant notamment Rodin. Il a été le 1er conservateur du musée des Charmettes.
- André Jacques (1880-1960), graveur et aquarelliste témoin de la Savoie et de Chambéry du XXe siècle.
- Jean Mamy (1902-1949), natif de Chambéry, réalisateur, monteur, scénariste et journaliste. Acteur de théâtre.
- Andrée Pollier (1916-2009), artiste peintre native de Chambéry.
- Tonia Cariffa (1924-), artiste peintre et graveur native de Chambéry.
- Daniel Toscan du Plantier (1941-2003), natif de Chambéry, producteur de cinéma, président de la cinémathèque de Toulouse et d’Unifrance.
- Catherine Viollet (1953-), artiste peintre.
- Ahmed Mouici (1963), natif de Chambéry, Chanteur populaire, il fut membre du groupe Pow woW.Il participe à la comédie musicale les Dix commandements.
- Françoise Pétrovitch (1964-), artiste plasticienne.
- Laurent Violet (1965-2015), natif de Chambéry auteur comique et interprète.
- Boris Charmatz (1973-), natif de Chambéry, danseur et chorégraphe.
- Yann Barthès (1974-), journaliste et chroniqueur dans Le Grand Journal de Michel Denisot.
- Renaud Capuçon (1976-), musicien violoniste virtuose, frère de Gautier.
- Gautier Capuçon (1981-), musicien violoncelliste virtuose, frère de Renaud.
- Grégory Lemarchal (1983-2007), chanteur, gagnant de la quatrième saison de Star Academy.

### Scientifiques, historiens
- Joseph Daquin (1732-1814), natif de Chambéry, docteur, docteur en psychiatrie et membre de la 1re et de la 2e Société d'Agriculture de Chambéry. Auteur de La topographie médicale de Chambéry et de ses environs en 1787.
- Jean-François Albanis Beaumont, (1753-1810), natif de Chambéry, il fut un ingénieur et géographe savoyard. Auteur de nombreux ouvrages géographiques sur la Savoie.
- François de Mouxy de Loche, (1756-1837), président-fondateur de l'Académie de Savoie en 1820.
- Joseph-François Michaud, (1767-1839), historien, membre de l'Académie de Savoie, auteur de l Histoire des Croisades.
- François Justin (1796-1860), ingénieur Sarde et parlementaire Savoyard du XIXe siècle.
- Léon Menabrea, (1804-1857), historien de Chambéry.
- Joseph Bonjean, (1810-1896), pharmacien, inventeur de l'Ergotine et de l'Élixir Bonjean.
- Eugène Burnier (1831-1870), historien, magistrat.
- Henri Menabrea, (1882-1968), historien, ancien président de l'Académie de Savoie.
- Jean Desfrançois (1903-1944) - Médecin et résistant. Il dirigea le service de Santé de la Résistance de Chambéry et d'une partie de la Savoie. Il fut tué lors du bombardement du 26 mai 1944.
- Jacques Lovie, (1908-1987), historien de Savoie.
- Henri Planche, (1915-1998), historien, membre de l'Académie de Savoie, auteur d'une Histoire de Chambéry.
- Madeleine Rebérioux, (1920-2005), native de Chambéry, historienne, auteur d'une biographie de Jean Jaurès.
- Michel de Certeau (1925-1986), historien
- Michel Aglietta (1938-), économiste cofondateur de l'École de la régulation
- André Palluel-Guillard (1940-), historien
- Christian Sorrel (1957-), historien

### Sportifs
- Robert Sciardis (1939-2017), décédé à Chambéry, coureur cycliste français.
- Jean-Pierre Amat (1962-), natif de Chambéry, champion olympique 1996 de tir à la carabine.
- Fabrice Fiorèse (1975-), natif de Chambéry, footballeur professionnel évoluant au poste de milieu offensif ou attaquant.
- Myriam Baverel (1981-), natif de Chambéry, taekwondoïste, membre de l'équipe de France.
- Olivier Giroud (1986), natif de Chambéry, attaquant de l'équipe de football de L'AC. Milan, membre de l'équipe de France de Football.
- Alexis Bœuf (1986), natif de Chambéry, fondeur, champion en 2012 de la Coupe du monde de biathlon.

### Autres
- Hortense Mancini, (1646-1699), nièce de Mazarin, fuyant un mari jaloux, elle vient se réfugier pendant trois ans, en 1672, à Chambéry, sous la protection du duc Charles-Emmanuel II de Savoie.
- Xavier de Maistre (1763-1852) - Natif de Chambéry, officier dans l'armée savoisienne, puis en Russie. Il est l'auteur célèbre du Voyage autour de ma chambre. La statue des frères de Maistre est érigée devant le château de Chambéry.
- François Justin, (1796-1860), natif de Chambéry, ingénieur, réalise la route royale Chambéry-Turin par le Mont-Cenis.
- Claude Martin (1826-1906), migrant et bienfaiteur de la ville.
- Camille Costa de Beauregard (1841-1910), prêtre, fils de Louis Marie Pantaleon Costa (homme politique), il fonde en 1868 l'orphelinat du Bocage pour faire face à la misère ouvrière, et forme les jeunes à l'horticulture. Proclamé vénérable en 1991, son dossier de béatification est en étude depuis 1925[26].
- Claude Chambon (1872-1912), homme politique, député de la Savoie de 1900 à 1910.
- Bernard Grasset (1881-1955), natif, éditeur.
- Jean Mamy (1902-1949), natif, réalisateur.
- Pierre Balmain (1914-1982)[27], qui fut lycéen à Chambéry.
- Daniel Toscan du Plantier (1941-2003), natif, producteur de films.
- Léa Elui (2001-), native, influenceuse[28]

On peut également citer comme personnalités :
- Louis Dufour, un pâtissier chambérien, qui fut l'inventeur de la truffe en chocolat en décembre 1895[29] ;
- Léon Salavin, chocolatier de Chambéry, auteur en 1970 d'œuvres de bienfaisance en faveur des jeunes entrepreneurs, dans le cadre de la Fondation de France.

Liste de personnalités non chambériennes mais qui ont un lien particulier avec la ville de Chambéry ou qui en sont originaires :
- Philibert Jean-Baptiste Curial (1774-1829), général de division, baron et comte d'Empire, honoré de la Légion d'honneur… L'espace culturel Carré Curial de Chambéry porte le nom de ce militaire savoyard ;
- Maurice Agnelet Cet ex-avocat est l'un des principaux protagonistes de l'Affaire Le Roux. Depuis son retour en France et son placement sous contrôle judiciaire, il vit à Chambéry aux côtés de l’un de ses fils dans la maison familiale héritée de ses parents[30].